# Die langen hellen Tage

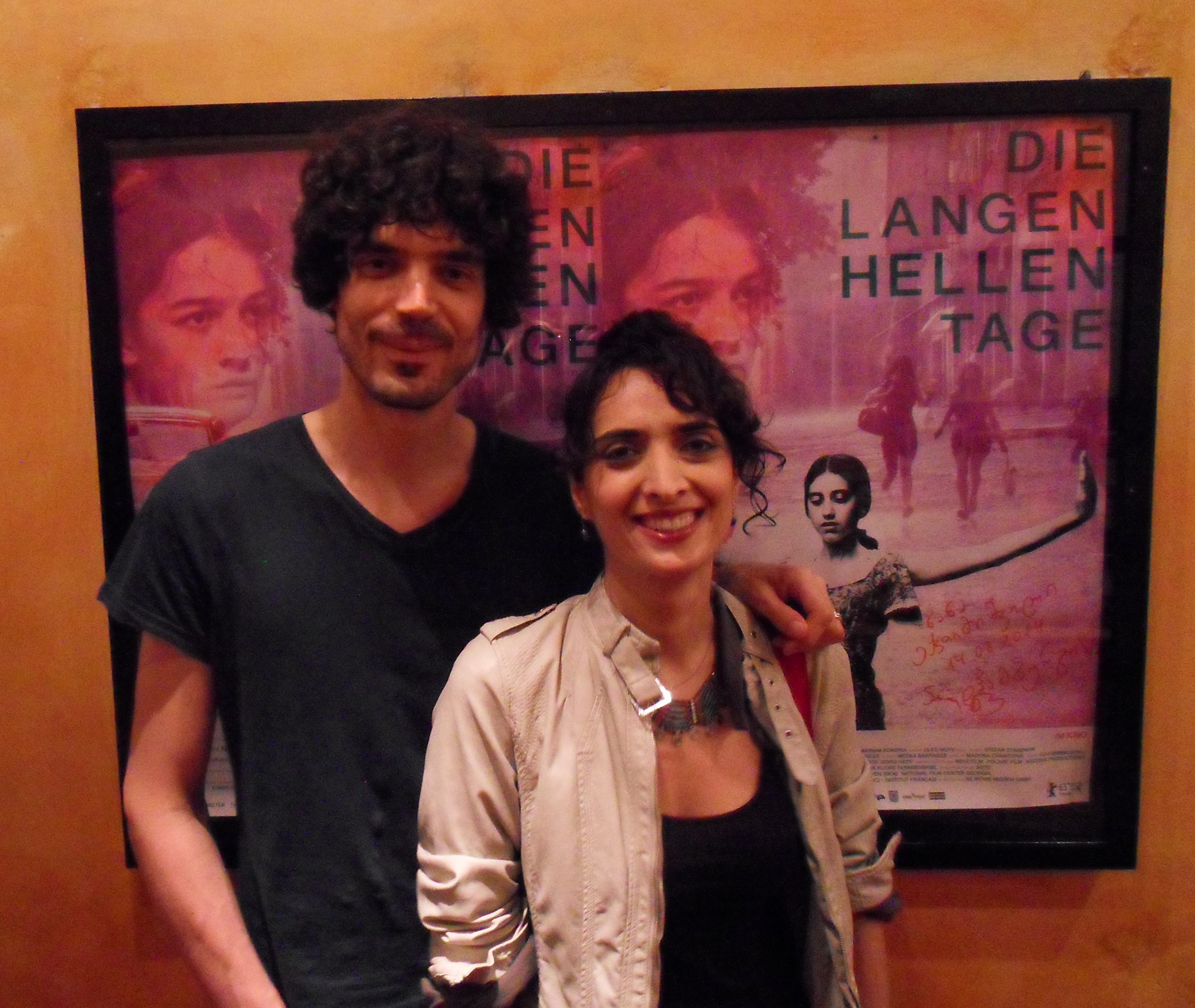
Nana Ekwtimischwili und Simon Groß

Die langen hellen Tage (georgisch გრძელი ნათელი დღეები Grdseli nateli dgheebi) ist ein Filmdrama des deutsch-georgischen Regie-Paars Nana Ekwtimischwili und Simon Groß. Die Kamera führte Oleg Mutu.

## Handlung
Der Film spielt in Tiflis im Jahr 1992. In Georgien tobt ein Bürgerkrieg. Die beiden 14-jährigen Mädchen Natia und Eka blicken in eine ungewisse Zukunft. Eka und Natia versuchen mit dieser Situation klarzukommen und lehnen sich beispielsweise gegen ihre Klassenlehrerin auf. Ekas Vater sitzt wegen Mordes im Gefängnis, wo sie ihn allerdings – im Gegensatz zur übrigen Familie – nicht besucht. Natias Vater ist ein Trinker und ihre Eltern streiten ständig. In dieser Zeit bekommt Natia von ihrem Verehrer Lado eine Pistole geschenkt, die sie jedoch ihrer Freundin Eka gibt, da diese ständig unter den Übergriffen von Jungen aus der Nachbarschaft leidet. Anstatt diese Waffe gegen ihre Peiniger einzusetzen, verteidigt Eka jedoch einen der Jungen mit dieser Waffe, als er von anderen Prügel bezieht. Als die junge Natia zu einer Heirat gezwungen werden soll, erhält sie die Waffe von Eka zurück.

## Hintergrund
Der Film hatte bei den Internationalen Filmfestspielen Berlin 2013 Premiere und gewann dort den von der unabhängigen Jury der CICAE verliehenen Preis in der Sektion „Forum“. Der Film wurde mit dem „Herz von Sarajevo“ für den besten Film ausgezeichnet. Georgien reichte den Film für die Verleihung des Oscars 2013 für den besten fremdsprachigen Film ein, er schaffte es jedoch nicht unter die Nominierten.
Arbeitstitel für den Film war „Schuss ins Wasser“.

## Rezensionen und Berichte (Auswahl)
Der Film erhielt fast durchweg positive Kritiken. Die Rezensionssammlung Rotten Tomatoes listet 51 Kritiken, von denen 90 % positiv waren.
- Jan Schulz-Ojala: Aufwachsen im Krieg: der Film „Die langen hellen Tage“. in: Der Tagesspiegel. vom 19. August 2014.
- Frauke Fentloh: Leben, bis ein Schuss fällt in: Zeit Online. vom 20. August 2014.
- Hans-Jörg Rother: Der letzte Zug aus Vaters Zigarette. in: Frankfurter Allgemeine Zeitung. vom 28. August 2014.